# Thuyền buồm tại Đại hội Thể thao Đông Nam Á 2007
Thuyền buồm tại Đại hội Thể thao Đông Nam Á năm 2007 diễn ra từ ngày 8 đến 14 tháng 12 tại Ocean Marina Yacht Club và bãi biển Jomtien, Pattaya, Thái Lan, quy tụ các nội dung thi đấu tiêu chuẩn quốc tế gồm Optimist, Laser, Laser Radial, 420, 470, Hobie 16 và Farr Platu 25, cùng với đó là 5 nội dung lướt ván buồm trong tổng số 17 bộ huy chương được trao.
Nước chủ nhà Thái Lan thể hiện sức mạnh vượt trội khi kết thúc với 10 huy chương vàng, 2 huy chương bạc và 2 huy chương đồng, giành ngôi nhất toàn đoàn.

## Bảng huy chương
| Hạng               | Đoàn               | Vàng | Bạc | Đồng | Tổng số |
| ------------------ | ------------------ | ---- | --- | ---- | ------- |
| 1                  | Thái Lan           | 10   | 2   | 2    | 14      |
| 2                  | Singapore          | 4    | 6   | 3    | 13      |
| 3                  | Malaysia           | 2    | 2   | 4    | 8       |
| 4                  | Indonesia          | 1    | 2   | 1    | 4       |
| 5                  | Philippines        | 0    | 5   | 1    | 6       |
| 6                  | Myanmar            | 0    | 0   | 2    | 2       |
| Tổng số (6 đơn vị) | Tổng số (6 đơn vị) | 17   | 17  | 13   | 47      |

## Tóm tắt kết quả
| Nội dung          | Vàng | Bạc | Đồng |
| ----------------- | --- | --- | --- |
| Optimist nam      | Navee Thamsoontorn · Thái Lan                                                                                               | Mohd Nazrin Muiz Asri · Malaysia                                                                                     | Russell Kan Tsung Liang · Singapore                                                                                        |
| Optimist nữ       | Rachel Lee Qing · Singapore                                                                                                 | Noppakao Poonpat · Thái Lan                                                                                          | Alissa Chew · Malaysia |
| Optimist đồng đội | Thái Lan (THA) · Patteera Mae-u-samsen · Natthawut Paenyaem · Noppakao Poonpat · Navee Thamsoontorn · Jittima Thanawitwilat | Singapore (SIN) · Daniella Hui Min · Russell Kan Tsung Liang · Rachel Lee Qing · Luke Tan Yi Hao · Darren Wong Loong | Malaysia (MAS) · Alissa Chew · Koh Boon Quan · Khairunnisa Afendy · Khairulnizam Afendy · Mohd Nazrin Muiz Asri            |
| Laser Standard    | Mohd Rormzi Muhamad · Malaysia                                                                                              | Koh Seng Leong · Singapore                                                                                           | Manat Phothong · Thái Lan                                                                                                  |
| Laser Radial      | Nurul Elia Anuar · Malaysia                                                                                                 | Siobhan Tam Shiu Wun · Singapore                                                                                     | Sai Chimsawat · Thái Lan                                                                                                   |
| Super MOD         | Sutee Poonpat · Thái Lan | Lo Jun Hao · Singapore                                                                                               | Harith Amry Nasution Hairuddin · Malaysia                                                                                  |
| 420 nam           | Singapore (SIN) · Sherman Cheng Feng Yuan · Justin Liu Yinman                                                               | Philippines (PHI) · Emerson Villena · Lester Troy Tayong                                                             | Malaysia (MAS) · Ku Anas Ku Zamil · Amir Muizz Djamaludin                                                                  |
| 420 nữ            | Thái Lan (THA) · Duanghathai Booncherd · Angkana Poonsirikot                                                                | Singapore (SIN) · Jovina Choo Bei Fen · Sara Tan Li Ching                                                            | Myanmar (MYA) · Su Sandar Wai · Knin Nyo Lin                                                                               |
| 470 nam           | Singapore (SIN) · Roy Tay Jun Hao · Chung Pei Ming                                                                          | Philippines (PHI) · Ridgely Balladares · Rommel Chavez                                                               | Myanmar (MYA) · Aung Mying Thia · Sai Pyae Song Hein                                                                       |
| 470 nữ            | Singapore (SIN) · Dawn Liu Xiaodan · Elizabeth Tan Li Yong                                                                  | Malaysia (MAS) · Nurul Ain Md Isa · Noor Balqis Yaacop                                                               | Không trao huy chương |
| Hobie 16          | Thái Lan (THA) · Damrongsak Vongtim · Sakda Vongtim                                                                         | Singapore (SIN) · Low Wen Chun · Jonathan Russel Chew Wei Xiang                                                      | Indonesia (INA) · Ario Dipo Subagio · Kris Soebiyantoro                                                                    |
| Farr Platu 25     | Thái Lan (THA) · Wiwat Poonpat · Saichon Boontham · Anun Daochanterk · Veerasit Puangnak · Nattapol Srihirun                | Philippines (PHI) · Rafale Buitre · Teodorico Asejo · Mark Gil Francisco · Richly Magsanay · Joel Mejarito           | Singapore (SIN) · Justin Tan Weizheng · Wilbur Chan Jun Kun · Alvin Chong Jin Yuan · Alvin Kwong Kin · Justin Wong Ming Ho |

### Lướt ván buồm
| Nội dung            | Vàng                                   | Bạc                           | Đồng                              |
| ------------------- | -------------------------------------- | ----------------------------- | --------------------------------- |
| Formula Windsurfing | Ek Boonsawad · Thái Lan                | Renerick Moreno · Philippines | Không trao huy chương             |
| RS: X nam           | Natthaphong Phonoppharat · Thái Lan    | German Paz · Philippines      | Không trao huy chương             |
| Mistral Youth       | Navin Singsart · Thái Lan              | Mustofa · Indonesia           | Joshua Choo Meng Keng · Singapore |
| Mistral Light       | Arun Homraruen · Thái Lan              | I Gede Subagiasa · Indonesia  | Geylord Coveta · Philippines      |
| Mistral Heavy       | I Gusti Made Oka Sulaksana · Indonesia | Phanuthat Ruamsap · Thái Lan  | Không trao huy chương             |

## Kết quả chi tiết

### Farr Platu 25
| Hạng | Vận động viên       | Trợ lý                                                                       | Chặng đua | Chặng đua | Chặng đua | Chặng đua | Chặng đua | Chặng đua | Chặng đua | Chặng đua | Chặng đua | Chặng đua | Chặng đua | Chặng đua | Tổng điểm | Điểm rút gọn |
| Hạng | Vận động viên       | Trợ lý                                                                       | 1         | 2         | 3         | 4         | 5         | 6         | 7         | 8         | 9         | 10        | 11        | 12        | Tổng điểm | Điểm rút gọn |
| ---- | ------------------- | ---------------------------------------------------------------------------- | --------- | --------- | --------- | --------- | --------- | --------- | --------- | --------- | --------- | --------- | --------- | --------- | --------- | ------------ |
| 1    | WIWAT Poonpat       | VEERASIT Puangnak ANUN Daochanterk SAICHON Boontham NATTAPOL Srihirun        | 4         | 4         | 1         | 1         | 1         | 1         | 1         | 1         | 1         | 1         | 1         | 5 DNC     | 22        | 13           |
| 2    | BUITRE Rafale       | Teodorico Asejo MAGSANAY Richly MEJARITO Joel FRANCISCO Mark Gil             | 2         | 1         | 4         | 5 DSQ     | 3         | 3         | 3         | 2         | 2         | 2         | 2         | 5 DNC     | 34        | 24           |
| 3    | Tan Weizheng Justin | WONG Ming Ho Justin CHONG Jin Yuan Alvin CHAN Jun Kun Wilbur KWONG Kin Alvin | 1         | 3         | 2         | 2         | 4         | 4         | 2         | 5 DSQ     | 3         | 3         | 3         | 5 DNC     | 37        | 27           |
| 4    | RIZAL Mahadi Zazili | SHARIFF Mohd Rashider MUSTAFA Fauzi JAB Ishak ALI Muhd Shaifulla             | 3         | 2         | 3         | 3         | 2         | 2         | 4         | 3         | 4         | 4         | 4         | 5 DNC     | 39        | 30           |

### Formula WindsurfingNam
| Hạng | Vận động viên   | Chặng đua | Chặng đua | Chặng đua | Chặng đua | Chặng đua | Chặng đua | Chặng đua | Chặng đua | Chặng đua | Chặng đua | Tổng điểm | Điểm rút gọn |
| Hạng | Vận động viên   | 1         | 2         | 3         | 4         | 5         | 6         | 7         | 8         | 9         | 10        | Tổng điểm | Điểm rút gọn |
| ---- | --------------- | --------- | --------- | --------- | --------- | --------- | --------- | --------- | --------- | --------- | --------- | --------- | ------------ |
| 1    | Ek Boonsawad    | 1         | 1         | 1         | 1         | 1         | 1         | 1         | 1         | 1         | 1         | 10        | 8            |
| 2    | MORENO Renerick | 2         | 2         | 2         | 2         | 2         | 2         | 3         | 2         | 3         | 2         | 22        | 16           |
| 3    | Yap Long soon   | 3         | 3         | 4 DNS     | 3         | 3         | 3         | 2         | 3         | 2         | 3         | 29        | 22           |

### Hobie 16Nam
| Hạng | Vận động viên      | Trợ lý              | Chặng đua | Chặng đua | Chặng đua | Chặng đua | Chặng đua | Chặng đua | Chặng đua | Chặng đua | Chặng đua | Chặng đua | Chặng đua | Chặng đua | Tổng điểm | Điểm rút gọn |
| Hạng | Vận động viên      | Trợ lý              | 1         | 2         | 3         | 4         | 5         | 6         | 7         | 8         | 9         | 10        | 11        | 12        | Tổng điểm | Điểm rút gọn |
| ---- | ------------------ | ------------------- | --------- | --------- | --------- | --------- | --------- | --------- | --------- | --------- | --------- | --------- | --------- | --------- | --------- | ------------ |
| 1    | DAMRONGSAK Vongtim | SAKDA Vongtim       | 1         | 1         | 1         | 1         | 1         | 1         | 1         | 1         | 1         | 1         | 5 DNC     | 5 DNC     | 20        | 10           |
| 2    | Low Wen chun       | CHEW WXJR           | 2         | 3         | 2         | 2         | 2         | 2         | 3         | 2         | 2         | 2         | 5 DNC     | 5 DNC     | 32        | 22           |
| 3    | ARIO Dipo Subagio  | KRIS Soebiyantoro   | 3         | 2         | 3         | 3         | 3         | 3         | 2         | 3         | 3         | 4         | 5 DNC     | 5 DNC     | 39        | 29           |
| 4    | TAYONG Leahnnie    | DELOS SANTOS Melvin | 4         | 4         | 4         | 4         | 4         | 4         | 4         | 4         | 4         | 3         | 5 DNC     | 5 DNC     | 49        | 39           |

### International420Nam
| Hạng | Vận động viên     | Trợ lý                  | Chặng đua | Chặng đua | Chặng đua | Chặng đua | Chặng đua | Chặng đua | Chặng đua | Chặng đua | Chặng đua | Chặng đua | Chặng đua | Chặng đua | Tổng điểm | Điểm rút gọn |
| Hạng | Vận động viên     | Trợ lý                  | 1         | 2         | 3         | 4         | 5         | 6         | 7         | 8         | 9         | 10        | 11        | 12        | Tổng điểm | Điểm rút gọn |
| ---- | ----------------- | ----------------------- | --------- | --------- | --------- | --------- | --------- | --------- | --------- | --------- | --------- | --------- | --------- | --------- | --------- | ------------ |
| 1    | Liu Yinman Justin | CHENG Feng yuan Sherman | 1         | 1         | 2         | 2         | 3         | 2         | 1         | 2         | 2         | 2         | 2         | 2         | 20        | 15           |
| 2    | VILLENA Emerson   | TAYONG Lester troy      | 4         | 2         | 1         | 5         | 1         | 5         | 4         | 1         | 1         | 1         | 3         | 2         | 28        | 18           |
| 3    | KU ZAMIL Ku Anas  | DJAMALUDIN Amir muizz   | 1         | 1         | 1         | 1         | 1         | 1         | 1         | 1         | 1         | 1         | 1         | 1         | 31        | 23           |
| 4    | THANAKAN Korkerd  | SETHAWUT Thatmala       | 5         | 4         | 4         | 1         | 2         | 4         | 2         | 4         | 5         | 5         | 5         | 3         | 39        | 29           |
| 5    | NAY La Kyaw       | Min Min                 | 3         | 5         | 5         | 4         | 5         | 3         | 5         | 5         | 3         | 3         | 4         | 5         | 47        | 37           |

### International420Nữ
| Hạng | Vận động viên         | Trợ lý              | Chặng đua | Chặng đua | Chặng đua | Chặng đua | Chặng đua | Chặng đua | Chặng đua | Chặng đua | Chặng đua | Chặng đua | Chặng đua | Tổng điểm | Điểm rút gọn |
| Hạng | Vận động viên         | Trợ lý              | 1         | 2         | 3         | 4         | 5         | 6         | 7         | 8         | 9         | 10        | 11        | Tổng điểm | Điểm rút gọn |
| ---- | --------------------- | ------------------- | --------- | --------- | --------- | --------- | --------- | --------- | --------- | --------- | --------- | --------- | --------- | --------- | ------------ |
| 1    | DUANGHATHAI Booncherd | ANGKANA Poonsirikot | 3         | 1         | 1         | 1         | 2         | 3         | 4         | 3         | 1         | 1         | 3         | 23        | 16           |
| 2    | Choo Bei Fen Jovina   | Tan Li Ching Sara   | 1         | 3         | 3         | 2         | 1         | 4         | 1         | 1         | 3         | 4         | 2         | 25        | 17           |
| 3    | SU Sandar Wai         | KNIN Nyo Lin        | 2         | 2         | 4         | 3         | 3         | 2         | 3         | 2         | 2         | 2         | 1         | 26        | 19           |
| 4    | Tan Rufina            | Lim Mabel           | 4         | 4         | 2         | 4         | 4         | 1         | 2         | 4         | 4         | 3         | 4         | 36        | 28           |

### International470Nam
| Hạng | Vận động viên             | Trợ lý               | Chặng đua | Chặng đua | Chặng đua | Chặng đua | Chặng đua | Chặng đua | Chặng đua | Chặng đua | Chặng đua | Chặng đua | Chặng đua | Chặng đua | Tổng điểm | Điểm rút gọn |
| Hạng | Vận động viên             | Trợ lý               | 1         | 2         | 3         | 4         | 5         | 6         | 7         | 8         | 9         | 10        | 11        | 12        | Tổng điểm | Điểm rút gọn |
| ---- | ------------------------- | -------------------- | --------- | --------- | --------- | --------- | --------- | --------- | --------- | --------- | --------- | --------- | --------- | --------- | --------- | ------------ |
| 1    | Tay Jun Hao Roy           | Chung Pei Ming       | 1         | 3         | 4         | 3         | 1         | 2         | 1         | 3         | 1         |           |           |           | 19        | 15           |
| 2    | BALLADARES Ridgely        | CHAVEZ Rommel        | 3         | 1         | 2         | 2         | 3         | 1         | 2         | 4         | 3         |           |           |           | 21        | 17           |
| 3    | AUNG Mying Thia           | SAI PYAE Song Hein   | 2         | 5         | 1         | 1         | 4         | 3         | 4         | 1         | 4         |           |           |           | 25        | 20           |
| 4    | KITIPONG Khambang         | VORAVIT Vorsaen      | 4         | 2         | 3         | 6 OCS     | 2         | 4         | 5         | 2         | 2         |           |           |           | 30        | 24           |
| 5    | DERMAVAN Bin Hazuan hazim | PRADIT A/L Boon tong | 5         | 1         | 1         | 1         | 1         | 1         | 1         | 1         | 1         | 1         | 1         | 1         | 41        | 36           |

### International470Nữ
| Hạng | Vận động viên    | Trợ lý                | Chặng đua | Chặng đua | Chặng đua | Chặng đua | Chặng đua | Chặng đua | Chặng đua | Chặng đua | Chặng đua | Chặng đua | Chặng đua | Tổng điểm | Điểm rút gọn |
| Hạng | Vận động viên    | Trợ lý                | 1         | 2         | 3         | 4         | 5         | 6         | 7         | 8         | 9         | 10        | 11        | Tổng điểm | Điểm rút gọn |
| ---- | ---------------- | --------------------- | --------- | --------- | --------- | --------- | --------- | --------- | --------- | --------- | --------- | --------- | --------- | --------- | ------------ |
| 1    | Liu Xiaodan Dawn | Tan Li Yong Elizabeth | 2         | 2         | 1         | 2         | 1         | 1         | 2         | 1         | 1         | 2         | 1         | 16        | 12           |
| 2    | MD ISA Nurul Ain | YAACOP Noor Balqis    | 3         | 3         | 2         | 3         | 2         | 2         | 1         | 2         | 3         | 1         | 2         | 24        | 18           |
| 3    | WANDEE Vongtim   | YUPA Suwannawat       | 1         | 1         | 3         | 1         | 3         | 3         | 3         | 3         | 2         | 3         | 3         | 26        | 20           |

### Lasernam
| Hạng | Vận động viên       | Chặng đua | Chặng đua | Chặng đua | Chặng đua | Chặng đua | Chặng đua | Chặng đua | Chặng đua | Chặng đua | Chặng đua | Chặng đua | Chặng đua | Tổng điểm | Điểm rút gọn |
| Hạng | Vận động viên       | 1         | 2         | 3         | 4         | 5         | 6         | 7         | 8         | 9         | 10        | 11        | 12        | Tổng điểm | Điểm rút gọn |
| ---- | ------------------- | --------- | --------- | --------- | --------- | --------- | --------- | --------- | --------- | --------- | --------- | --------- | --------- | --------- | ------------ |
| 1    | MUHAMAD Mohd Rormzi | 2         | 2         | 1         | 1         | 1         | 2         | 1         | 1         | 2         | 1         | 1         | 3         | 18        | 13           |
| 2    | Koh Seng Leong      | 1         | 1         | 2         | 3         | 2         | 1         | 2         | 2         | 1         | 2         | 2         | 4         | 23        | 16           |
| 3    | MANAT Phothong      | 3         | 3         | 3         | 4         | 3         | 3         | 4         | 3         | 3         | 4         | 3         | 2         | 38        | 30           |
| 4    | SUJATMIKO Sujatmiko | 4         | 4         | 4         | 2         | 4         | 4         | 3         | 4         | 4         | 3         | 4         | 1         | 41        | 33           |

### Laser RadialMở rộng
| Hạng | Vận động viên        | Chặng đua | Chặng đua | Chặng đua | Chặng đua | Chặng đua | Chặng đua | Chặng đua | Chặng đua | Chặng đua | Chặng đua | Chặng đua | Chặng đua | Tổng điểm | Điểm rút gọn |
| Hạng | Vận động viên        | 1         | 2         | 3         | 4         | 5         | 6         | 7         | 8         | 9         | 10        | 11        | 12        | Tổng điểm | Điểm rút gọn |
| ---- | -------------------- | --------- | --------- | --------- | --------- | --------- | --------- | --------- | --------- | --------- | --------- | --------- | --------- | --------- | ------------ |
| 1    | ANUAR Nurul Elia     | 2         | 2         | 1         | 2         | 1         | 1         | 1         | 1         | 2         | 2         | 2         | 1         | 18        | 14           |
| 2    | Tam Shiu wun siobhan | 1         | 1         | 2         | 1         | 2         | 2         | 2         | 2         | 1         | 1         | 1         | 2         | 18        | 14           |
| 3    | SAI Chimsawat        | 4 DSQ     | 3         | 3         | 3         | 3         | 3         | 3         | 3         | 3         | 3         | 3         | 3         | 37        | 30           |

### Mistral One Design (Trẻ)
| Hạng | Vận động viên          | Chặng đua | Chặng đua | Chặng đua | Chặng đua | Chặng đua | Chặng đua | Chặng đua | Chặng đua | Chặng đua | Chặng đua | Tổng điểm | Điểm rút gọn |
| Hạng | Vận động viên          | 1         | 2         | 3         | 4         | 5         | 6         | 7         | 8         | 9         | 10        | Tổng điểm | Điểm rút gọn |
| ---- | ---------------------- | --------- | --------- | --------- | --------- | --------- | --------- | --------- | --------- | --------- | --------- | --------- | ------------ |
| 1    | SINGSART Navin         | 1         | 1         | 1         | 1         | 1         | 1         | 1         | 1         | 2         | 1         | 11        | 8            |
| 2    | MUSTOFA                | 2         | 3         | 2         | 2         | 2         | 2         | 5 RAF     | 2         | 1         | 2         | 22        | 16           |
| 3    | Choo Meng Keong Joshua | 3         | 2         | 3         | 3         | 3         | 3         | 2         | 3         | 3         | 3         | 28        | 22           |
| 4    | LOW Ian                | 5 DNF     | 4         | 4         | 4         | 4         | 4         | 3         | 4         | 4         | 4         | 40        | 31           |

### Mistral One Design Heavy Weight
| Hạng | Vận động viên              | Chặng đua | Chặng đua | Chặng đua | Chặng đua | Chặng đua | Chặng đua | Chặng đua | Chặng đua | Chặng đua | Chặng đua | Tổng điểm | Điểm rút gọn |
| Hạng | Vận động viên              | 1         | 2         | 3         | 4         | 5         | 6         | 7         | 8         | 9         | 10        | Tổng điểm | Điểm rút gọn |
| ---- | -------------------------- | --------- | --------- | --------- | --------- | --------- | --------- | --------- | --------- | --------- | --------- | --------- | ------------ |
| 1    | SULAKSANA I Gusti Made Oka | 1         | 1         | 1         | 1         | 1         | 2         | 1         | 1         | 1         | 1         | 11        | 8            |
| 2    | RUAMSAP Phanuthat          | 4 OCS     | 2         | 2         | 2         | 2         | 1         | 4         | 2         | 2         | 2         | 23        | 15           |
| 3    | COVETA Bobby               | 2         | 3         | 3         | 3         | 3         | 3         | 2         | 3         | 3         | 3         | 28        | 22           |

### Mistral One Design Light Weight
| Hạng | Vận động viên    | Chặng đua | Chặng đua | Chặng đua | Chặng đua | Chặng đua | Chặng đua | Chặng đua | Chặng đua | Chặng đua | Chặng đua | Tổng điểm | Điểm rút gọn |
| Hạng | Vận động viên    | 1         | 2         | 3         | 4         | 5         | 6         | 7         | 8         | 9         | 10        | Tổng điểm | Điểm rút gọn |
| ---- | ---------------- | --------- | --------- | --------- | --------- | --------- | --------- | --------- | --------- | --------- | --------- | --------- | ------------ |
| 1    | HOMRARURN Arun   | 1         | 1         | 1         | 1         | 1         | 1         | 1         | 1         | 1         | 1         | 10        | 8            |
| 2    | SUBAGIASA I Gede | 2         | 3         | 2         | 2         | 2         | 2         | 2         | 2         | 2         | 2         | 21        | 16           |
| 3    | COVETA Geylord   | 3         | 2         | 3         | 3         | 3         | 3         | 3         | 3         | 3         | 3         | 29        | 23           |
| 4    | Leonard Ong      | 4         | 4         | 4         | 4         | 4         | 4         | 4         | 4         | 4         | 4         | 40        | 32           |

### Olympic Class Neil Pryde RX:Snam
| Hạng | Vận động viên            | Chặng đua | Chặng đua | Chặng đua | Chặng đua | Chặng đua | Chặng đua | Chặng đua | Chặng đua | Chặng đua | Chặng đua | Tổng điểm | Điểm rút gọn |
| Hạng | Vận động viên            | 1         | 2         | 3         | 4         | 5         | 6         | 7         | 8         | 9         | 10        | Tổng điểm | Điểm rút gọn |
| ---- | ------------------------ | --------- | --------- | --------- | --------- | --------- | --------- | --------- | --------- | --------- | --------- | --------- | ------------ |
| 1    | Natthaphong Phonoppharat | 2         | 1         | 1         | 1         | 1         | 1         | 1         | 1         | 1         | 1         | 11        | 8            |
| 2    | PAZ German               | 1         | 2         | 3         | 3         | 2         | 2         | 2         | 2         | 2         | 3         | 22        | 16           |
| 3    | SAHID Badrul             | 3         | 3         | 2         | 2         | 3         | 3         | 3         | 3         | 3         | 2         | 27        | 21           |

### Optimistnam
| Hạng | Vận động viên              | Chặng đua | Chặng đua | Chặng đua | Chặng đua | Chặng đua | Chặng đua | Chặng đua | Chặng đua | Chặng đua | Chặng đua | Chặng đua | Tổng điểm | Điểm rút gọn |
| Hạng | Vận động viên              | 1         | 2         | 3         | 4         | 5         | 6         | 7         | 8         | 9         | 10        | 11        | Tổng điểm | Điểm rút gọn |
| ---- | -------------------------- | --------- | --------- | --------- | --------- | --------- | --------- | --------- | --------- | --------- | --------- | --------- | --------- | ------------ |
| 1    | NAVEE Thamsoontorn         | 2         | 3         | 1         | 1         | 2         | 1         | 1         | 3         | 4         | 1         | 2         | 21        | 14           |
| 2    | MOHD ASRI Mohd Nazrin Muiz | 4         | 1         | 2         | 3         | 3         | 3         | 3         | 1         | 1         | 2         | 1         | 24        | 17           |
| 3    | Kan Tsung Liang Russell    | 1         | 2         | 3         | 2         | 1         | 2         | 2         | 2         | 2         | 4         | 4         | 25        | 17           |
| 4    | KAUNG KAUNG @ Johnny       | 3         | 4         | 4         | 4         | 4         | 4         | 4         | 4         | 5         | 5         | 3         | 44        | 34           |
| 5    | VILLENA Erickson           | 5         | 6 DNF     | 5         | 5         | 5         | 5         | 6 OCS     | 5         | 3         | 3         | 5         | 53        | 41           |

### Optimistnữ
| Hạng | Vận động viên    | Chặng đua | Chặng đua | Chặng đua | Chặng đua | Chặng đua | Chặng đua | Chặng đua | Chặng đua | Chặng đua | Chặng đua | Chặng đua | Tổng điểm | Điểm rút gọn |
| Hạng | Vận động viên    | 1         | 2         | 3         | 4         | 5         | 6         | 7         | 8         | 9         | 10        | 11        | Tổng điểm | Điểm rút gọn |
| ---- | ---------------- | --------- | --------- | --------- | --------- | --------- | --------- | --------- | --------- | --------- | --------- | --------- | --------- | ------------ |
| 1    | Lee Qing Rachel  | 1         | 2         | 2         | 1         | 1         | 6 OCS     | 1         | 4         | 1         | 5         | 2         | 26        | 15           |
| 2    | NOPPAKAO Poonpat | 2         | 1         | 1         | 3         | 3         | 1         | 2         | 2         | 2         | 4         | 4         | 25        | 17           |
| 3    | Chew Alissa      | 3         | 3         | 3         | 2         | 2         | 2         | 3         | 1         | 4         | 1         | 1         | 25        | 18           |
| 4    | THIRI Ye Win     | 4         | 6 DNF     | 4         | 4         | 4         | 3         | 4         | 3         | 3         | 2         | 5         | 42        | 31           |
| 5    | AMADEO Rosario   | 5         | 4         | 5         | 5         | 5         | 4         | 5         | 5         | 5         | 3         | 3         | 49        | 39           |

### Optimistđua đồng đội
| Hạng | Vận động viên                                                                                         | Tổng điểm | Điểm rút gọn |
| ---- | --- | --------- | ------------ |
| 1    | PATTEERA Mae-u-samsen JITTIWA Thanawitwilat NATTHAWUT Paenyaem NOPPAKAO Poonpat NAVEE Thamsoontorn    | 1         | 1            |
| 2    | Kan Tsung Liang Russell LEE Qing Rachel TAN Yi hao Luke HUI Min Daniella WONG Loong Darren            | 2         | 2            |
| 3    | MOHD ASRI Mohd Nazrin Muiz CHEW Alissa MAHD Afendy Kharunnisa KOH Boon Quan MOHD Afendy Khairul Nizam | 3         | 3            |
| 4    | PHONE Aung Kha MIN Khant Phone Thwin THIRI Ye Win WAI Pwint Wabo KAUNG Kaung @ Johnny                 | 4         | 4            |

### Super Mod Nam
| Hạng | Vận động viên         | Chặng đua | Chặng đua | Chặng đua | Chặng đua | Chặng đua | Chặng đua | Chặng đua | Chặng đua | Chặng đua | Chặng đua | Chặng đua | Tổng điểm | Điểm rút gọn |
| Hạng | Vận động viên         | 1         | 2         | 3         | 4         | 5         | 6         | 7         | 8         | 9         | 10        | 11        | Tổng điểm | Điểm rút gọn |
| ---- | --------------------- | --------- | --------- | --------- | --------- | --------- | --------- | --------- | --------- | --------- | --------- | --------- | --------- | ------------ |
| 1    | SUTEE Poonpat         | 3         | 4         | 1         | 1         | 1         | 2         | 2         | 2         | 2         | 1         | 1         | 20        | 13           |
| 2    | LO Jun hao            | 1         | 1         | 2         | 4         | 2         | 1         | 1         | 1         | 3         | 3         | 4         | 23        | 15           |
| 3    | HAIRUDDIN HAN         | 2         | 5         | 4         | 2         | 3         | 3         | 4         | 3         | 4         | 2         | 2         | 34        | 25           |
| 4    | MATA Patrick          | 5         | 2         | 5         | 3         | 6         | 5         | 3         | 6         | 1         | 5         | 3         | 44        | 32           |
| 5    | TIN Htoo Zaw          | 6         | 3         | 3         | 5         | 4         | 4         | 5         | 4         | 6         | 6         | 5         | 51        | 39           |
| 6    | BOBBY Feri Andriyanto | 4         | 6         | 6         | 6         | 5         | 6         | 6         | 5         | 5         | 4         | 6         | 59        | 47           |